# مسجد الشرطة (القاهرة الجديدة)
مسجد الشرطة بالقاهرة الجديدة هو أحد مساجد القاهرة الحديثة ذات الطراز المعماري المميز.